# Essentials in Church History

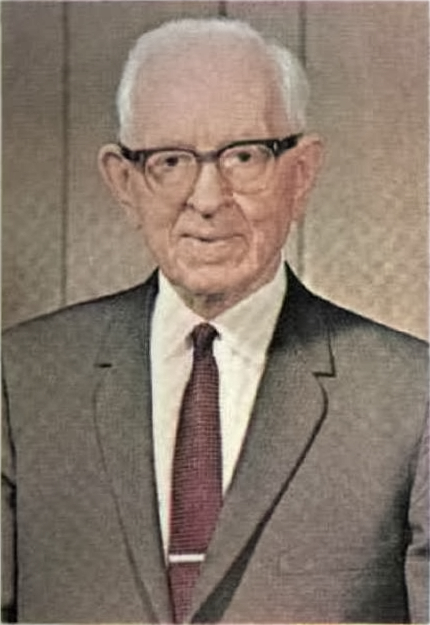
Joseph Fielding Smith, autor książki

Essentials in Church History – książka autorstwa Josepha Fieldinga Smitha opublikowana po raz pierwszy w 1922.

## Tło
Ukazała się nakładem Deseret News Press w Salt Lake City. Jej autor był w owym czasie członkiem Kworum Dwunastu Apostołów, jak również oficjalnym historykiem Kościoła Jezusa Chrystusa Świętych w Dniach Ostatnich. Od 1970 do swojej śmierci w 1972 posługiwał natomiast jako prezydent Kościoła.

## Treść
Książka została pomyślana jako publikacja przystępna dla szerokiego grona świętych w dniach ostatnich, w zamyśle swego twórcy miała też służyć jako podręcznik podczas spotkań kworów kapłańskich, afiliowanych przy Kościele organizacji pomocniczych, wreszcie jako podręcznik dla szkół kościelnych. Liczyła, w swym pierwszym wydaniu, 694 strony. Skupiała się przede wszystkim na wczesnym okresie mormońskiej historii, najwięcej miejsca poświęcając prezydenturom Josepha Smitha i Brighama Younga. Prezentowana w niej wizja historii jest przesycona teologią i pełna odniesień do pism świętych. Każdemu z następców Younga poświęcono w książce osobny rozdział. Pierwsze wydanie zamyka zatem rozdział poświęcony Heberowi J. Grantowi.

## Popularność i znaczenie
Uznawana jest za najistotniejszą pracę historyczną w dorobku Smitha. Cieszyła się ogromną popularnością, tak wśród wiernych, jak i w strukturach hierarchii kościelnej, sprzedano łącznie kilkaset tysięcy egzemplarzy. Tuż po opublikowaniu, w 1922 służyła jako doroczny podręcznik kapłański. Szybko stała się wzorcowym zapisem instytucjonalnych dziejów Kościoła, aktualizowanym i wznawianym wraz z upływem lat. Ostatnie, dwudzieste szóste wydanie ukazało się już po śmierci autora, w 1973. Zawierało rozdział poświęcony prezydenturze Smitha, jak również rozdział dotyczący jego następcy, Harolda B. Lee. Periodyzacja w niej zaproponowana, oparta na kadencjach kolejnych prezydentów Kościoła, obecna jest w oficjalnych materiałach mormońskich do dziś.
Krytykowana za brak obiektywizmu, nie pomijała niemniej całkowicie zagadnień kontrowersyjnych takich jak chociażby masakra pod Mountain Meadows. Doczekała się tłumaczeń na hiszpański, norweski, francuski i niemiecki.